# Mondbechermoos

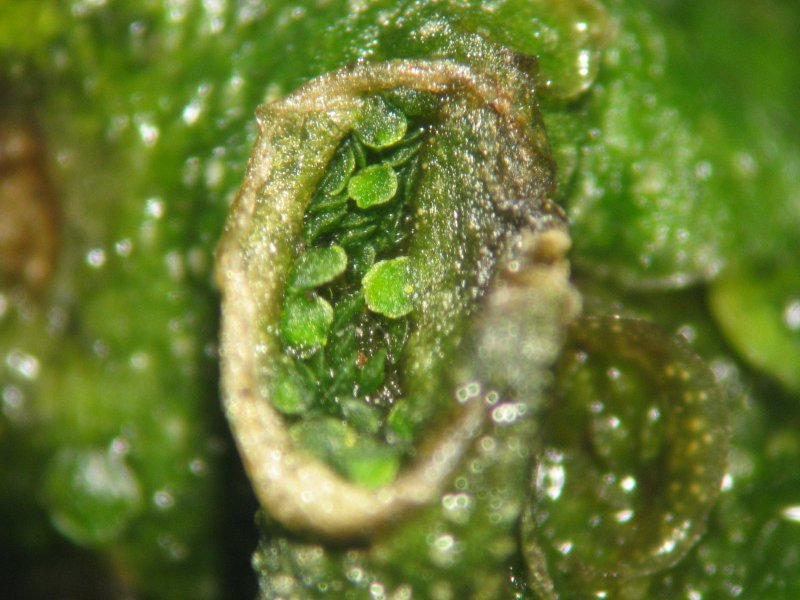
Halbmondförmiger Brutbecher mit zahlreichen Brutkörpern

Das Mondbechermoos (Lunularia cruciata) auch Kreuz-Mondbechermoos ist ein Lebermoos und der einzige Vertreter der Ordnung der Lunulariales. Das Moos ist eigentlich fast weltweit in warm temperierten Regionen heimisch, ist in Deutschland aber mittlerweile ein Neophyt.
Die Pflanze wurde lange in die Ordnung Marchantiales gestellt, steht aber seit molekularen Untersuchungen in einer eigenen Ordnung.

## Merkmale
Das Mondbechermoos bildet beiderseits hellgrüne, schwach glänzende Thalli aus, die etwa 5 cm lang und 1 cm breit werden. Es wächst oft in ausgedehnten Decken und ist dem Substrat angeheftet. Der Thallus weist einfache, vulkanförmige Atemporen auf, die mit Ölkörperzellen versetzt sein können. Es kommen zudem zarte, helle Bauchschuppen vor. Besonders charakteristisch sind die halbmondförmigen Brutbecher, die dem Moos zu seinem Namen verholfen haben. Sie enthalten zahlreiche Brutkörper, mit denen sich das Moos vegetativ vermehren kann.

## Vorkommen
Das Mondbechermoos besitzt eine weltweite Verbreitung in den warm temperierten Bereichen. Es wächst an basenreichen, feuchten, kalkhaltigen, nährstoffreichen, oft frostgeschützten Standorten und besiedelt sowohl Erde als auch Gestein (z. B. ist es an Mauern nicht selten). Es ist jedoch auch an Bach- und Flussläufen, in Gewächshäusern, in Gärten und Parks häufig anzutreffen. Es wurde im 19. Jahrhundert wahrscheinlich aus dem Mittelmeergebiet eingeschleppt und ist mittlerweile in fast ganz Deutschland eingebürgert. Inzwischen haben sich sogar teils frostresistente Typen entwickelt.

## Neophyt
In Deutschland gilt es nach Einstufung des BfN als invasiver Neophyt. Es wurde zu Anfang des 19. Jahrhunderts mit Topfpflanzen über Gewächshäuser in Deutschland eingeschleppt und 1828 von Alexander Braun im Botanischen Garten Karlsruhe beobachtet. In Deutschland wurden bisher jedoch nur weibliche Pflanzen gesichtet. Das Lebermoos vermehrt sich hauptsächlich vegetativ durch die Bildung von Brutkörpern, die in halbmondförmigen Brutbechern am Ende der Thalli gebildet werden. Geschlechtliche Vermehrung kommt dagegen im Mittelmeerraum, wo das Moos heimisch ist, bevorzugt vor.